# Материализъм
Материализмът (на латински: materialis – веществен) e монистично направление в онтологията, според което всичко реално съществуващо е материя – всички обекти са материални и всички явления, включително съзнанието, са резултат от материални взаимодействия, като материята е единствената субстанция. В този контекст най-често понятието материя обхваща не само веществата, но и други физични концепции, като антиматерията или гравитацията. Философски алтернативи на материализма са дуализмът и плурализмът, както и останалите форми на монизма – идеализъм, неутрален монизъм, спиритуализъм.
Въпреки големия брой философски школи и малките различия между много от тях, повечето философии попадат в една от двете основни категории на идеализма и материализма. Основното разграничение между тези две категории е свързано с проблема за природата на реалността. За материалистите материята е първична, а разумът и духът са нейни вторични прояви, докато за идеалистите е вярно обратното – материята произтича от духа или разума.

## История
Развитието на материализма може да бъде проследено в историята на света на философската мисъл от създаването си до наши дни. Материалистичните идеи намират отражение в историята на източната философия (Китай, Корея, Япония, Индия).
В античността Талес вярва, че всичко възниква от водата и се превръща в нея. Очевидно, към същата позиция се придържа и древногръцкият философ Хипо. Анаксимен, Идей Гимерийски и Диоген Аполонийски вярват, че всичко идва от въздуха. Хераклит и Хипас вярват, че всичко произтича от огъня. Според Енопид Хиоски, по-младият съвременник на Анаксагор, всичко възниква от огън и въздух. Най-последователно преследва материалистичната линия Левкип, Демокрит, Епикур и Лукреций Кар. За древните материалисти, особено за Епикур е характерен акцентът върху личното самоусъвършенстване на човека: освобождение от страха от боговете, от всички страсти и придобиването на възможността да бъде щастлив при всякакви обстоятелства. Според някои изследователи дълбоки исторически корени материалистическата традиция има в Китай. Виден представител на тази традиция се смята философът Ван Чун. Съществуването на материалистическата традиция в Япония е показано в историята на японската философия.
В съвременния смисъл материализмът се заражда с работатата на Томас Хобс. Своят разцвет материализмът достига в ерата на френското Просвещение (Ламетри, Холбах и Дидро), но в този период остава все още механичен и редукционистки. Английската материалистическа мисъл по това време е представена от мислители като Джон Толанд, Антъни Колинс, Дейвид Хартли и Джоузеф Пристли.
Материалистът и атеист Лудвиг Фойербах сигнализира за нов обрат в материализма чрез книгата си „Същност на християнството“, която дава хегелианско разбиране на това как религията и Бог не са нищо друго освен външна проекция на вътрешната материална природа на човека. Материализмът на Фойербах по-късно ще повлияе на Карл Маркс.
Решаващо влияние върху европейската философска мисъл материализмът придобива в XIX век (Карл Маркс, Фридрих Енгелс, Лудвиг Фойербах, Давид Щраус, Якоб Молесхот, Карл Фохт, Лудвиг Бухнер, Ернст Хекел, Карл Дюринг).
През 1870-те в Европа се появява нова философска и политическа теория, наречена марксизъм. Нейният основател, Карл Маркс, обяснява света и неговите закони, като подчертава материалистичните аспекти на живота като двигатели насветовната история, и затова нарича теорията си материализъм.
Карл Маркс и Фридрих Енгелс, преобръщат идеалистичната диалектика на Хегел с главата надолу, като въвеждат две различни понятия: диалектически материализъм и исторически материализъм.

### Диалектически материализъм
Диалектическият материализъм е философско направление, изучаващо закономерностите и същността на битието, отношението на човека към света и историческите изменения на това отношение в процеса на практически и теоретически действия. Диалектическият материализъм е създаден от Карл Маркс и Фридрих Енгелс през XIX век и след това доразвит от Ленин през XX век. Той се счита за идеологическата основа на марксизма.

### Исторически материализъм
Историческият материализъм е теория за развитието на обществото, разработена в края на XIX век и началото на XX век последователно от Карл Маркс, Фридрих Енгелс и Ленин. Според него основата на всяко общество е материалното производство, което определя общественото съзнание, с други думи битието определя съзнанието, а не обратното. Смяната на обществено-икономическите формации, или строеве е обусловена от ръста и усъвършенстването на производителните сили. В историческия материализъм развитието на обществото зависи от нивото на развитие на производителните сили. Базисът на обществото представлява материалното производство – производителните сили и производствените отношения. Надстройката е съвкупността от политически, правни и религиозни институции и техните нравствени, естетични и философски идеи.

### Научен материализъм
Научният материализъм е разновидност на стихийния (наивен) материализъм, оформен като обобщение на опита на учените. Методологическата недостаточност, слабостта на тази разновидност на материализма е в нестрогия, непоследователен и несистематичен подход към материалистическия отговор на основния въпрос на философията, който излиза извън предела на компетентността на естествознанието (проблемите на историята, естетиката, социологията и т.н.).

## Дефиниране на материята
Материята е философска категория за обозначаване на обективната реалност, която се отразява от нашите сетива, съществуваща независимо от тях (обективно). Материята е обобщение на понятията материално и идеално и тяхната относителност. Терминът материя има онтологичен оттенък. Понятието материя е едно от основните в материализма и в частност във философията, и по-точно в диалектическия материализъм.
Във физиката, материята се определя като всичко, което има маса и обем. Материята може да се определи и като субстанцията, от която са съставени атомите и молекулите.